# Tommy Henderson (cầu thủ bóng đá, sinh năm 1949)
Thomas Henderson (sinh ngày 6 tháng 4 năm 1949) là một cựu cầu thủ bóng đá người Anh từng thi đấu ở vị trí tiền vệ chạy cánh tại Football League cho Bradford Park Avenue và York City và in bóng đá non-League cho Tow Law Town, Bradford Park Avenue, Dartford, Weymouth và Bridport.